# فيكتور سوتون
فيكتور سوتون (بالإنجليزية: Victor Sutton)‏ هو دراج بريطاني، ولد في 3 ديسمبر 1935 في Thorne, South Yorkshire ‏ في المملكة المتحدة، وتوفي في 29 يوليو 1999 في Little Weighton ‏ في المملكة المتحدة.

## وصلات خارجية
- فيكتور سوتون على موقع أرشيف الدراجات (الإنجليزية)
- فيكتور سوتون على موقع إحصائيات الدراجات الإحترافية (الإنجليزية)